# Daniel McCartney
Daniel McCartney (10 de septiembre de 1817 - 15 de noviembre de 1887) fue un hombre que podría haber tenido lo que hoy se conoce como hipermnesia. El ser invidente no le impidió desarrollar una asombrosa habilidad como calculista mental.  

## Semblanza
McCartney nació en el Condado de Westmoreland (Pensilvania). Daniel fue ciego y vivió con su familia toda su vida. Nunca se casó, debido precisamente a esa ceguera.
Se hizo famoso por sus habilidades mentales en dos áreas específicas. Por una parte, recordaba cada uno de los días de su vida, desde los nueve años hasta su muerte. Si se le preguntaba acerca de cualquier fecha específica del calendario, Daniel podía, en segundos, decir en qué día de la semana había caído, recordar el tiempo que hacía y lo que había hecho y comido durante el día; además de dar detalles sobre los eventos locales, regionales y nacionales que habían tenido lugar.
En un caso reciente y similar al de Daniel, el célebre neurólogo James McGaugh de la Universidad de California, Irvine, uno de mayores expertos en la memoria humana, informó del caso de una mujer con la asombrosa habilidad de recordar perfectamente eventos que le habían ocurrido décadas atrás. El Dr. MacGaugh llama a esta habilidad única Síndrome hipermnésico. Las aptitudes mentales de Daniel parecen ser casi idénticas a este reciente caso dado a conocer por el estudio del Dr. McGaugh. Daniel, de todos modos, tenía una habilidad mental más: el cálculo matemático.
Podía calcular mentalmente complicadas operaciones matemáticas en segundos, y otras extremadamente difíciles en minutos. Había sido puesto a prueba muchas veces por grupos de matemáticos universitarios, que le planteaban una serie de cuestiones matemáticas. En julio de 1870 en Salem (Ohio), a Daniel se le pidió en una de esas pruebas que elevase 89 a la sexta potencia, operación que calculó mentalmente en 10 minutos, dando la respuesta correcta de 496,981,290,961. En otra prueba, se le pidió que calculase las raíces cúbicas de 4,741,632 (168; resuelta en 3 minutos), y de 389,017 (73; resuelta en 15 segundos).
En ocasiones, se realizaban sesiones especiales dirigidas al público en general para testificar las habilidades únicas de Daniel. Durante estas exhibiciones públicas, nunca se equivocaba en sus respuestas, y podía dar una solución en cuestión de segundos para el asombro de la audiencia.
Murió a la edad de 70 años en Wilton (Iowa). Daniel McCartney es considerado uno de los mayores calculistas mentales de todos los tiempos.

## Biografías
- Henkle, W. D. (1871). A sketch of the life of Daniel McCartney, the man with a remarkable memory. Columbus, Ohio: Ohio State Journal Job Rooms. ISBN B0008BLVY0.

- Datos: Q5218091